# Deportivo de La Coruña B
Deportivo de La Coruña B, ook bekend als Fabril is een voetbalclub uit Spanje. Het is het tweede elftal van de Spaanse club Deportivo de La Coruña. Thuisstadion is het El Mundo del Fútbol in A Coruña dat een capaciteit heeft van 3.000 plaatsen.

## Geschiedenis
In 1914 werd Fabril Sociedad Deportiva opgericht in A Coruña. In 1954 promoveerde de club, met Luis Suárez destijds in het team, vanuit de lagere divisies naar de Tercera División. Aan het eind van de jaren vijftig kwam Fabril in een zware economische crisis en er werd een overeenkomst gesloten met stadsgenoot Deportivo de La Coruña. Fabril werd voortaan het tweede elftal van deze club onder de naam Fabril Deportivo. In 1964 behaalde het team de play-offs voor promotie naar de Segunda División, maar zonder succes. In 1991 promoveerde Fabril van de Tercera División naar de Segunda División B. In 1993 veranderde de naam van het team officieel naar Real Club Deportivo de La Coruña B. de play-offs voor promotie naar de Segunda División A werden gehaald in 1997 en 1998,
wederom zonder succes. In 1999 volgde de degradatie naar de Tercera División. Pas in 2007 keerde het team terug op het derde Spaanse niveau, de Segunda División B. In 2009 degradeerde het team naar de Tercera División, waar het echter direct de promotie naar de Segunda División B kon afdwingen.

## Erelijst
- Tercera División

2006, 2007